# Геза Лакатош
Ге́за Ла́катош де Чі́ксентшимон (угор. Csíkszentsimonyi Lakatos Géza; 30 квітня 1890, Будапешт — 21 травня 1967, Аделаїда) — угорський політичний та військовий діяч, генерал-полковник. Зрадив національний уряд та був використаний сталінськими військами для організації маріонеткового уряду Угорщини; з 29 серпня до 15 жовтень 1944 року обіймав посаду прем'єр-міністра Угорщини під контролем Й. Сталіна.

## Біографія
Професійний офіцер, випускник Академії Людовіцеум. У 1938—1944 рр. — військовий аташе в Празі. 5 серпня 1943 року змінив Густава Яні на посаді командувача 2-ї угорської армії. 1 квітня 1944 року призначений командувачем 1-ї угорської армії і залишався на цій посаді до 15 травня 1944 р.
24 травня 1944 нагороджений німецьким командуванням Лицарським хрестом, став четвертим угорцем, нагородженим цією нагородою.
У серпні 1944 р. Горті й Лакатош організували військовий переворот, змістивши пронімецький уряд Дьоме Стояї. Військовий уряд Лакатоша, критично налаштований до нацизму й антисемітизму, наказав негайно припинити депортацію угорських євреїв до таборів знищення; виконувач обов'язків міністра внутрішніх справ Бела Хорват наказав відкривати вогонь при подібних спробах. Але вже 15 жовтня 1944 р. німці, захопивши в заручники сина Горті, змусили того передати владу Ф. Салаші. Того ж дня Лакатош склав обов'язки прем'єр-міністра (пост був скасований) і був поміщений салашистами під домашній арешт у м. Шопрон.
У квітні 1945 р., після входу радянських військ на територію Угорщини, був заарештований і неодноразово допитувався. Випущений в січні 1946 р., залучався до участі в судових процесах проти колишніх діячів режимів Горті й Салаші як свідок. У 1949 році позбавлений державної пенсії та земельних володінь, повернувся в Будапешт. Угорська влада дозволила йому в 1956 році виїхати до Австралії, де жила його дочка; там він помер у 1967 році.

## Нагороди
Був відзначений численними нагородам, серед них:
- Маріанський хрест
- Пам'ятний хрест 1912/13
- Орден Залізної Корони 3-го ступеня з військовою відзнакою і мечами
- Хрест «За військові заслуги» (Австро-Угорщина) 3-го класу з військовою відзнакою і мечами
- 2 срібні і бронзова медалі «За військові заслуги» з мечами
- Медаль «За поранення» (Австро-Угорщина) з одною смугою
- Військовий Хрест Карла
- Залізний хрест 2-го і 1-го класу (Королівство Пруссія)
- Медаль за участь у Європейській війні (1915—1918) з мечами (Третє Болгарське царство)
- Пам'ятна військова медаль (Угорщина) з мечами
- Пам'ятна військова медаль (Австрія) з мечами
- Орден Заслуг (Австрія), офіцерський хрест
- Почесний хрест ветерана війни з мечами (Третій Рейх)
- Орден Витязя
- Орден Заслуг (Угорщина)
  - Офіцерський хрест
  - Командорський хрест із зіркою
  - великий хрест на військовій стрічці з мечами
- Вогняний хрест для фронтовиків з вінком
- Пам'ятна медаль за визволення Нижньої Угорщини
- Пам'ятна медаль за визволення Трансильванії
- Бронзова медаль «За військові заслуги» (Угорщина) з короною Святого Іштвана на військовій стрічці з мечами
- Хрест Національної Оборони
- Відзнака за вислугу років для офіцерів 3-го і 2-го класу
- Золота медаль «За хоробрість» (Угорщина) для офіцерів
- Застібка до Залізного хреста 2-го і 1-го класу (Третій Рейх)
- Лицарський хрест Залізного хреста (Третій Рейх; 31 березня 1943)